# St. Erhard (Rainertshausen)

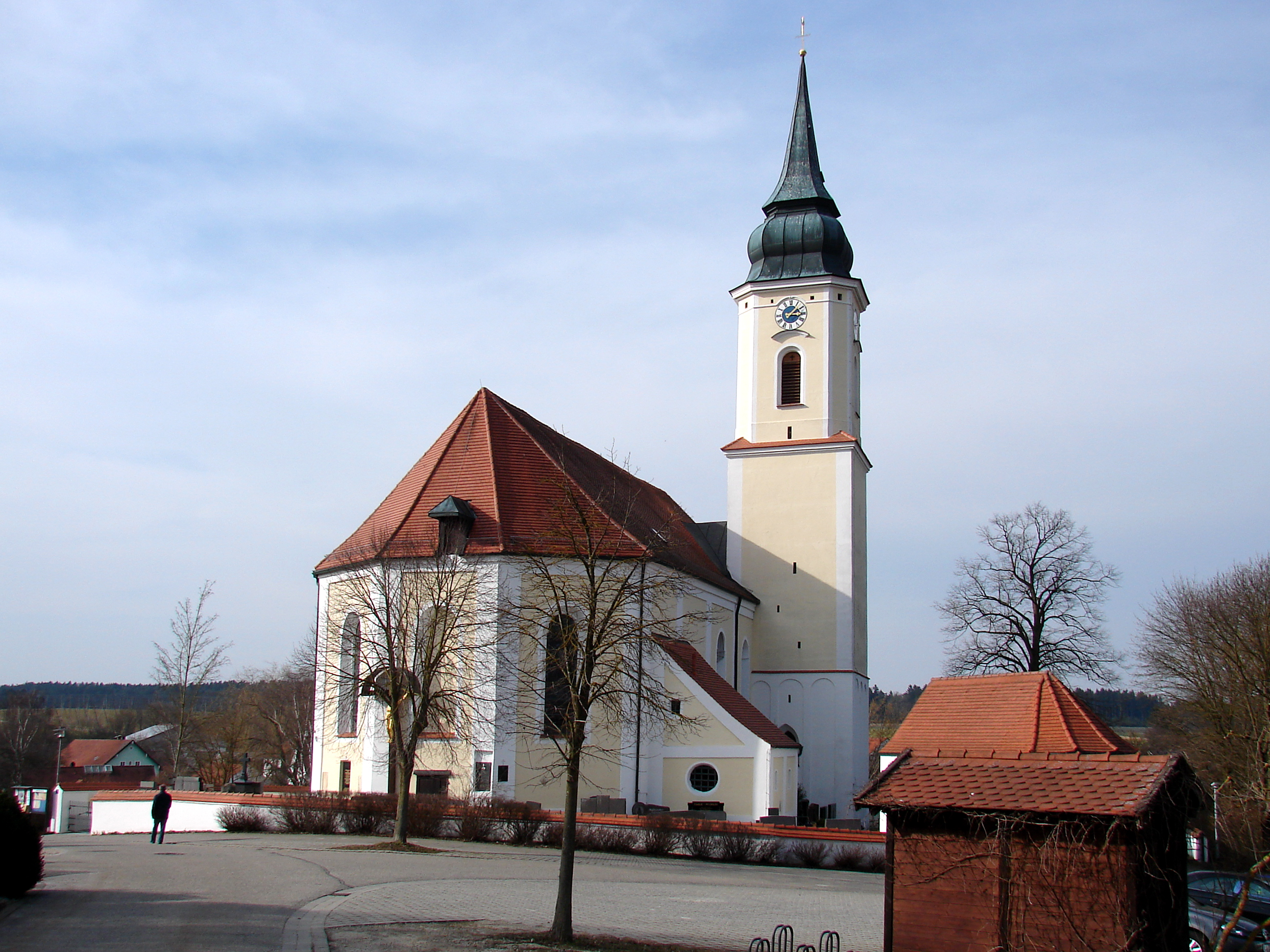
Außenansicht der Pfarrkirche St. Erhard

Die römisch-katholische Pfarrkirche St. Erhard in Rainertshausen, einem Ortsteil des Markt Pfeffenhausen im niederbayerischen Landkreis Landshut, ist dem heiligen Erhard von Regensburg (Gedenktag: 8. Januar) geweiht, einem Wanderbischof aus dem 8. Jahrhundert, der hauptsächlich im Elsass und nahe Regensburg wirkte. Er gilt heute neben den Heiligen Wolfgang und Emmeram als dritter Diözesanpatron Regensburgs. Seit 1991 wird das Patroziniumsfest am Ende der Weihnachtszeit wieder feierlich begangen.

## Geschichte
Rainertshausen wurde im 12. Jahrhundert erstmals urkundlich erwähnt, als ein Eberhard de Walde seine dortigen Besitzungen an das Kloster Rohr verschenkte. Der Vorgängerbau der heutigen Kirche wurde im 13. Jahrhundert in der Übergangszeit zwischen der romanischen und der gotischen Stilepoche errichtet. 1337 schenkte Ludwig der Bayer das Präsentationsrecht auf die Pfarrstelle in Rainertshausen seiner Schlosskapelle in Landshut. Daraus ist ersichtlich, dass Rainertshausen bereits sehr früh eine eigene Pfarrei war. Nach dem Dreißigjährigen Krieg war Rainertshausen sogar Sitz eines Dekanats. So wurde im Jahr 1665 in einer Diözesanmatrikel die Aufteilung des Erzdekanats Donaustauf in die vier Dekanate Hemau, Schwandorf, Schierling und Rainertshausen beschrieben. Zum Dekanat Rainertshausen gehörten damals unter anderem die Pfarreien Pfeffenhausen und Rottenburg an der Laaber; heute ist Rainertshausen Teil der Pfarreiengemeinschaft Pfeffenhausen und des Dekanats Rottenburg.
Anfang des 18. Jahrhunderts wurde die heutige Barockkirche von dem Pfeffenhausener Maurermeister Hans Widtmann erbaut. Dabei wurden Teile der romanisch-gotischen Vorgängerkirche einbezogen. Der Turm wurde 1767 durch den Landshuter Hofmaurermeister Georg Felix Hirschstötter erhöht und erhielt dabei seine geschweifte Haube. Im Jahr 1882 wurde die Kirche renoviert.
Mitte des 20. Jahrhunderts wurde die flache, abgehängte Holzdecke eingezogen, die heute Langhaus und Chor überspannt. Die letzte Innenrenovierung wurde 1998 abgeschlossen. Dabei wurde das große Gemälde an der freitragenden Decke durch den Kirchenmaler Franz Berg aus Michelsneukirchen neu gestaltet. Die letzte Außenrenovierung fand in den Jahren 2011/12 statt.

## Architektur

### Außenbau
Der stattliche, vollständig verputzte Backsteinbau ist ungewöhnlicherweise nach Süden ausgerichtet. Der Chor ist gegenüber dem Kirchenschiff nicht eingezogen, sodass sich an das vier Langjoche umfassende Langhaus direkt der als Fünfachtelschluss ausgeführte Chor anschließt. Ein Satteldach überspannt Chor und Schiff. An dessen Ostseite ist unter einem steilen Pultdach die Sakristei untergebracht. Im Winkel zwischen Langhaus und Sakristei ist ein kleiner Anbau angefügt, der den Treppenaufgang zur Kanzel enthält. Der Außenbau ist durch Lisenen und ein Bandgesims unter dem Dachansatz gegliedert.
Für das nördliche Langhausjoch wurden mit Ausnahme der Südwand die Umfassungsmauern der Vorgängerkirche verwendet. Dementsprechend war in dem östlich daran angebauten Turm der eingezogene, quadratische Chor des Vorgängerbaus untergebracht. An der Ostseite des alten Chores ist ein romanisches Rundbogenfensterchen erhalten, an der Südseite ein etwas größeres gotisches Spitzbogenfenster mit einfachem Schräggewände. Der hohen Fensteröffnungen des heutigen Kirchenraums – in den beiden mittleren Langhausjochen nach Norden und Süden sowie auf allen fünf Seiten des Chorschlusses – schließen nach oben hin im eingezogenen Rundbogen ab. Die Fensteröffnung am Chorscheitel ist nicht verglast, sondern durch eine entsprechende Blende im Mauerwerk hervorgehoben.
Über dem früheren Chor(turm?) erhebt sich der heutige Turm, der mit einer Höhe von 45 Metern für den ländlichen Raum äußerst stattlich ausfällt. Das noch von der Vorgängerkirche stammende Turmuntergeschoss wird von schlanken Rundbogenblenden gegliedert. Darüber befindet sich ein zweites, bis auf Lichtschlitze ungegliedertes Geschoss, das etwa auf Firsthöhe des Satteldaches in den 1767 errichteten Oberbau mit abgeschrägten Kanten übergeht. Dieser enthält auf allen vier Seiten rundbogige Schallöffnungen und Ziffernblätter der Turmuhr. Den oberen Abschluss bildet eine geschweifte Haube mit Kugel und Kreuz.

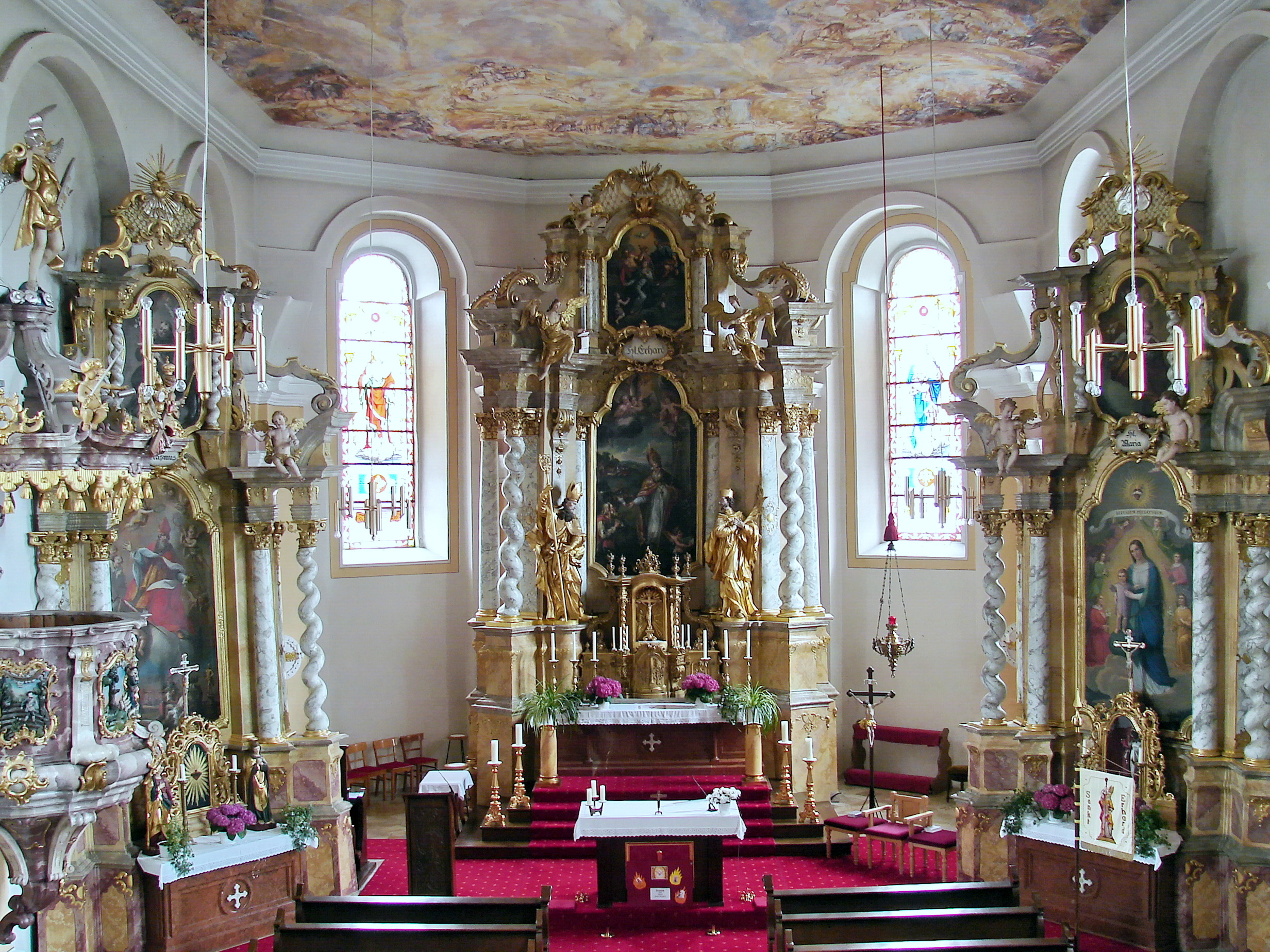
Innenraum

### Innenraum
Chor und Langhaus, die gemeinsam einen großen Saalraum bilden und baulich nicht getrennt sind (beispielsweise durch einen Chorbogen), werden von einer Flachdecke überspannt. Die Wände werden von Pilastern mit profilierten Kapitellen gegliedert, die noch auf das frühere Tonnengewölbe mit Gurtbögen und Stichkappen verweisen.
Im Erdgeschoss des Turmes, also im Altarraum der Vorgängerkirche, ist eine Taufkapelle untergebracht. Der Raum wird von einem spätgotischen Netzrippengewölbe aus dem 15. Jahrhundert überspannt. Dessen birnstabförmige Rippen ruhen auf kleinen Konsolen mit aufgelegten Schilden. Am Gewölbescheitel befindet sich ein runder Schlussstein mit Wappenschild. Der Zugang zur Taufkapelle erfolgt durch den früheren spitzen Chorbogen, der sich heute unterhalb der Orgelempore befindet. Diese ist im nördlich Langhausjoch eingezogen und ruht auf drei rundbogigen Arkaden.

## Ausstattung

### Altäre
Die vier Altäre der Pfarrkirche wurden zwischen 1735 und 1745 geschaffen. Sie sind der Übergangszeit zwischen Barock und Rokoko zuzuordnen.
Der Hochaltar wurde im Jahr 1736 für die stattliche Summe von 685 Gulden angeschafft. Der Aufbau besteht aus einem Paar vorgestellter, gewundener Säulen, zwei Rundsäulen und zwei Halbsäulen. Er ist mit qualitätvollem Muschel- und Gitterwerk dekoriert. Auf dem Gebälk befindet sich je Seite eine detailreich geschnitzte Engelsfigur. Dazwischen erhebt sich der zweisäulige Altarauszug, der mit seitlichen Voluten verziert ist. Auf dem Altarblatt ist der Kirchenpatron Erhard dargestellt. Das Gemälde wird von den Holzfiguren der Heiligen Erhard (links) und Johannes Nepomuk (rechts) eingerahmt. Im Auszugsbild ist die Krönung Mariens zur Himmelskönigin dargestellt. Den oberen Abschluss bildet ein reliefartige Heilig-Geist-Taube im Strahlenkranz. Der Tabernakel ist im Stile des Neorokoko ausgeführt und wurde später ergänzt.
Die beiden gleich aufgebauten Seitenaltäre befinden sich etwa in Höhe der Altarstufe und sind leicht schräg gestellt. Das Gebälk wird hier von vier Säulen getragen, wobei das vordere Paar gewunden ist. Auf dem Gebälk befinden sich wiederum Engel und Voluten, die zu dem mit zwei gewundenen Säulen ausgestatteten Auszug überleiten. Am linken Seitenaltar ist auf dem Altarblatt, das 1746 von dem Landshuter Maler Mathias Daburger geschaffen wurde, das Martyrium des heiligen Erasmus dargestellt. Das Auszugsbild zeigt den heiligen Josef. Der rechte Seitenaltar enthält ein neueres Altarblatt mit einer Darstellung der heiligen Maria mit dem Jesuskind. Dieses  ersetzte das ursprüngliche Gemälde der Heiligen Katharina und Barbara, das aus unbekannten Gründen entfernt wurde. Im Auszugsbild ist der heilige Antonius von Padua zu sehen.
An der Ostwand des Langhauses befindet sich ein Nebenaltar mit einem von zwei Säulchen geschmückten Aufbau, der Mitte des 18. Jahrhunderts geschaffen wurde. Anstelle eines Altarblattes ist ein hölzernes Kruzifix zu sehen, auf der Mensa befindet sich eine rund 80 Zentimeter hohe vergoldete Figur der Mater Dolorosa. Auf einer Tafel sind die Gefallenen des Ersten Weltkriegs aus der Pfarrei Rainertshausen verzeichnet.

### Kanzel
Auf der Ostseite des Langhauses befindet sich die Kanzel, eine qualitätvolle Rokokoschöpfung aus der Zeit um 1750/60. Am geschweiften Korpus, der von Volutenpilastern gegliedert wird, sind drei bemalte Holzreliefs angebracht, die den Weinbergbesitzer, den Sämann und den Guten Hirten darstellen. Am Rand des Schalldeckels befinden sich vier Putten, die die vier zur Entstehungszeit bekannten Erdteile Europa, Asien, Afrika und Amerika symbolisieren. An der Stirnseite des Schalldeckel befinden sich allegorische Darstellungen für die drei göttlichen Tugenden Glaube (Monstranz), Hoffnung (Anker) und Liebe (Herz) sowie ein Füllhorn mit ausströmendem Segen. Auf einem mit Voluten verzierten Podest steht ein Posaunenengel mit den Gesetzestafeln, auf denen die Zehn Gebote stehen.

### Taufkapelle
In der Taufkapelle steht ein kleiner Barockaltar aus der Zeit um 1700. Vier Säulen tragen ein filigranes Gebälk, auf dem ein von einem Strahlenkranz umgebenes gleichseitiges Dreieck ruht, ein Symbol für die Heilige Dreifaltigkeit. In einem Rokokoschnitzrahmen ist ein kleines Marienbildnis zu sehen, die zentrale Darstellung des Altares.
Außerdem befindet sich in dieser Seitenkapelle das älteste Ausstattungsstück der Kirche: der bereits stark verwitterte Rotmarmor-Taufstein mit gedrungenem Muschelbecken, der aus der Entstehungszeit der Vorgängerkirche im 13. Jahrhundert stammen dürfte. Auf dem Deckel des rund 80 Zentimeter hohen Steins befindet sich eine barocke Figurengruppe der Taufe Jesu im Jordan.

### Deckengemälde
Das in den 1990er Jahren von Franz Berg neu geschaffene Deckengemälde nimmt zahlreiche Themen, die an Altären und Kanzel dargestellt sind, auf und harmoniert farblich gut mit der übrigen Ausstattung. Aus verschwommenen Farben kristallisieren sich verschiedene Motive heraus. An zentraler Stelle ist beispielsweise die Apotheose, also die Himmelfahrt des Kirchenpatrons Erhard dargestellt. Weitere Darstellungen sind zum Beispiel der als „Himmelsleiter“ dienende Baum, der die Verbindung zwischen Himmel und Erde verdeutlichen soll, die Auferstehungsszene über dem rechten Seitenaltar, bei der Menschen von Engeln in den Himmel zu Gott geholt werden, die Menschen, die sich von Gott abwenden, als Symbol für Sünde und Verdammnis im hinteren Bereich des Langhauses, der Posaunenengel, der auch auf dem Schalldeckel der Kanzel dargestellt ist, sowie die Taube als Symbol des Heiligen Geistes.

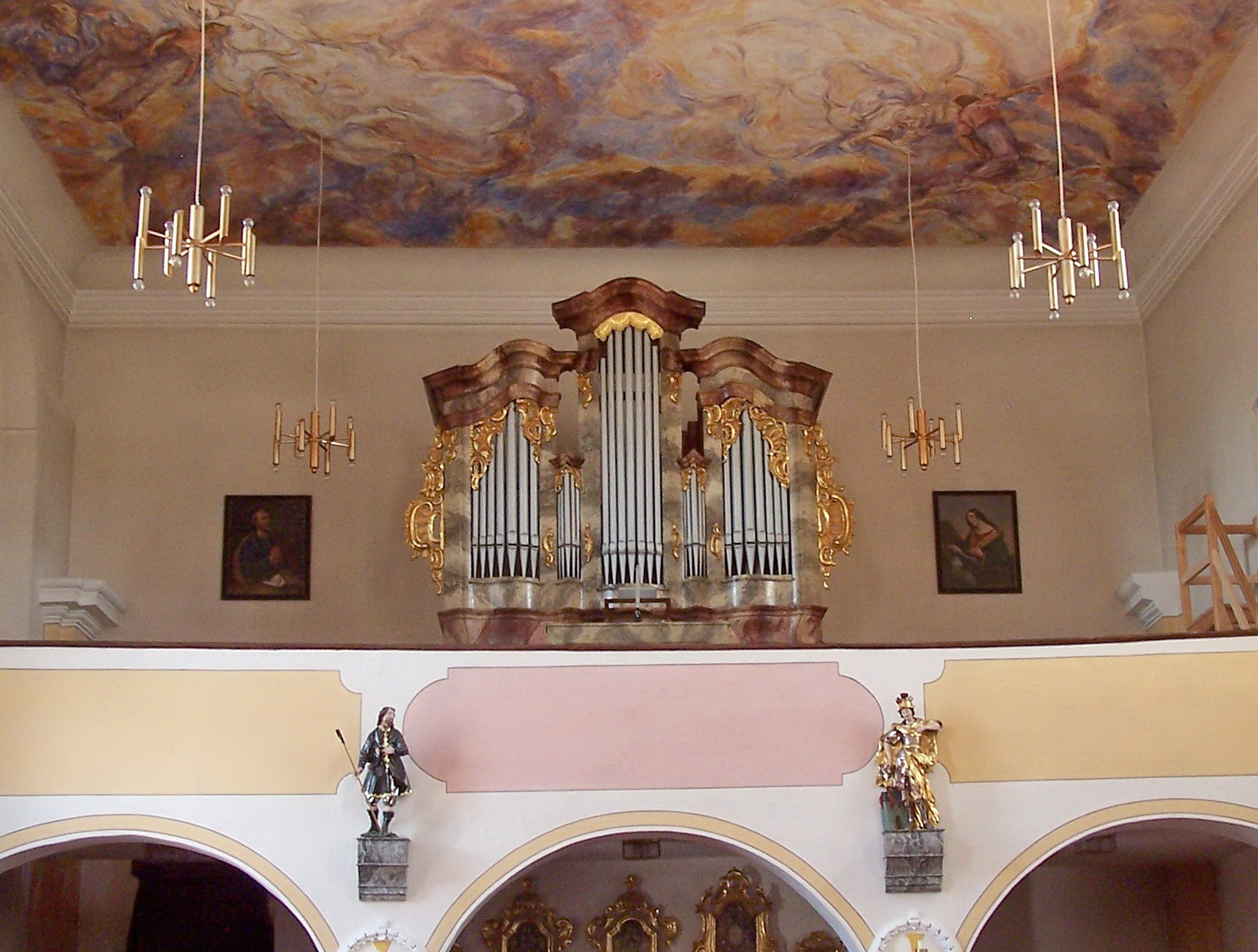
Historisches Orgelgehäuse von 1765

### Orgel
Die erste Orgel wurde um 1765 von dem Straubinger Johann Peter Plersch erbaut. Der zugehörige dreigliedrige Rokokoprospekt ist bis heute erhalten. Darin wurde im Jahr 1922 von Michael Weise aus Plattling ein neues Orgelwerk mit insgesamt 15 Registern auf zwei Manualen und Pedal eingebaut. Dieses wurde um 1950 umgebaut und um ein Register erweitert. Das Kegelladeninstrument mit pneumatischen Spiel- und Registertrakturen besitzt heute folgende Disposition:
| I Manual C–g3 |                  |       |
| 1.            | Principal        | 8′    |
| 2.            | Quintade         | 8′    |
| 3.            | Flûte harmonique | 8′    |
| 4.            | Octav            | 4′    |
| 5.            | Nachthorn        | 2′    |
| 6.            | Mixtur IV        | 1 ⁄3′ |

| II Manual C–g3 |                 |       |
| 7.             | Salicional      | 8'    |
| 8.             | Gedackt         | 8′    |
| 9.             | Querflöte       | 4′    |
| 10.            | Oktävlein       | 2′    |
| 11.            | Sesquialtera II | 2 ⁄3′ |
| 12.            | Cimbel III      |       |

| Pedal C–d1 |           |     |
| 13.        | Subbaß    | 16′ |
| 14.        | Zartbaß   | 16′ |
| 15.        | Octavbaß  | 8′  |
| 16.        | Choralbaß | 4′  |

- Koppeln: II/I, II/P, I/P, Sub II/I

### Glocken
Die Pfarrkirche St. Erhard besitzt ein fünfstimmiges Geläut mit der Tonfolge d1–fis1–a1–h1–cis2. Die fis1-Glocke wurde 1908 von den Brüdern Rupert und Rudolf Oberascher aus München gegossen. Die übrigen Glocken fertigte Karl Czudnochowsky aus Erding im Jahr 1950.

## Sonstiges
Die Kirche liegt auf einer Anhöhe über dem Tal der Großen Laber. Sie ist, wie in ländlichen Gegenden üblich, vom kirchlichen Friedhof umgeben. Die Friedhofskapelle, ein massiver Satteldachbau aus dem 18. Jahrhundert, steht wie die Pfarrkirche selbst unter Denkmalschutz.

### Erhardsbrunnkapelle

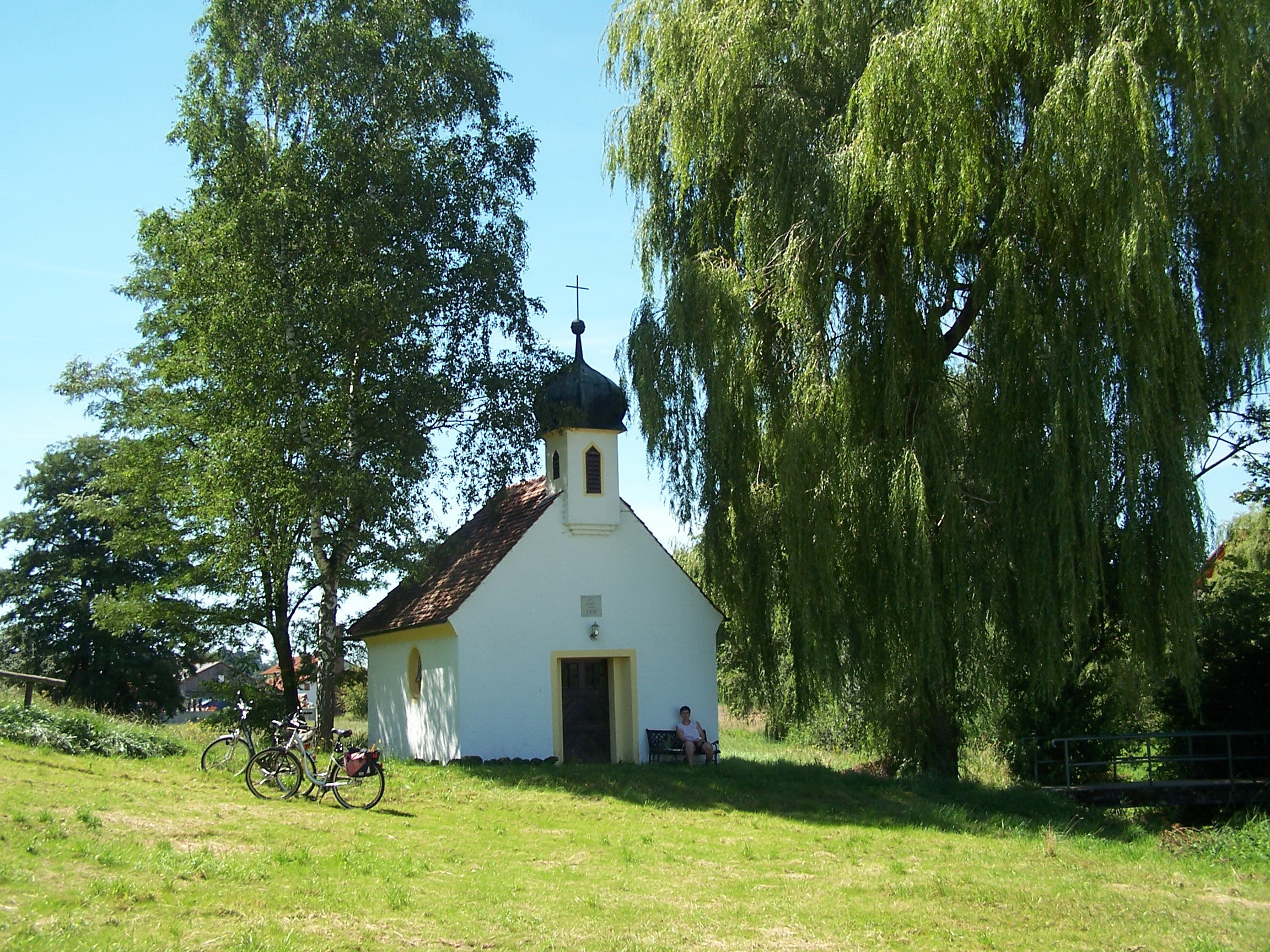
Außenansicht der Erhardikapelle

Im Tal unterhalb der Pfarrkirche befindet sich die Erhardsbrunnkapelle (auch Erhardikapelle genannt) ein kleiner massiver Satteldachbau, der mit der Jahreszahl 1835 bezeichnet ist. Auf der Ostseite über dem Eingang sitzt ein kleiner auskragender Dachreiter mit Zwiebelkuppel. Im Inneren sind zwei Altäre aufgestellt: links der Marienaltar mit einer Figur der Patrona Bavariae, rechts der Erhardialtar mit einer Figur des Rainertshausener Kirchenpatrons. Von letzterer Figur ist nur noch eine Kopie vorhanden, da das Original in den 1960er Jahren gestohlen wurde. Auf einer Tafel aus dem Jahr 1777 ist zu lesen, dass hier der heilige Erhard eigenhändig einen Brunnen gegraben haben soll, aus dem heilkräftiges Wasser sprudelte. Dieses sollen in alter Zeit die Bauern aus der Umgebung geholt haben, um ihr Vieh gegen Seuchen zu schützen. Noch heute befindet sich in der Erhardikapelle ein Brunnen, dessen Wasser gegen Augenkrankheiten helfen soll.

### Erhardifest
Seit 1991 wird das Patrozinium der Rainertshausener Pfarrkirche wieder mit einem Festwochenende begangen. Damit lebte ein alter Brauch wieder auf, der seitdem viele begeisterte Anhänger gefunden hat. Neben mehreren Gottesdiensten mit der Segnung des Erhardi-Wassers, welches gegen Viehseuchen und Augenkrankheiten helfen soll, und der „Erhardi-Zeltln“, kleiner Gebäckstücke für Mensch und Tier, findet auch der sogenannte Erhardi-Umritt mit Pferdesegnung wieder statt.